# 新手駅
新手駅（あらてえき）は、かつて福岡県中間市中尾一区に設置されていた、日本国有鉄道（国鉄）香月線の駅（廃駅）である。香月線の廃止に伴い、1985年（昭和60年）4月1日に廃駅となった。

## 歴史
- 1912年（明治45年）1月7日：香月線の中間駅 - 岩崎駅間に、貨物駅として新設[1]。
- 1921年（大正10年）12月11日：石炭の採掘量増加に伴い、中間 - 新手間を3線化。
- 1937年（昭和12年）7月20日：旅客、荷物の取り扱いを開始し、一般駅となる[1]。
- 1965年（昭和40年）3月1日：貨物の取り扱いを廃止[1]。
- 1974年（昭和49年）3月5日：荷物の取り扱いを廃止[3]。無人駅化[2]。
- 1985年（昭和60年）4月1日：香月線の全線廃止に伴い、廃駅となる[1]。

## 駅構造
廃止時は単式ホーム1面1線を有する無人駅であったが、かつては相対式ホーム2面2線を有していた。

## 駅付近
- 筑豊電気鉄道筑豊中間駅

## 隣の駅
日本国有鉄道
香月線
中間駅 - 新手駅 - 岩崎駅
- 1912年11月から1919年12月の間、当駅 - 岩崎間に楠橋駅が存在した[1]。